# Ivo Schneider (Historiker)

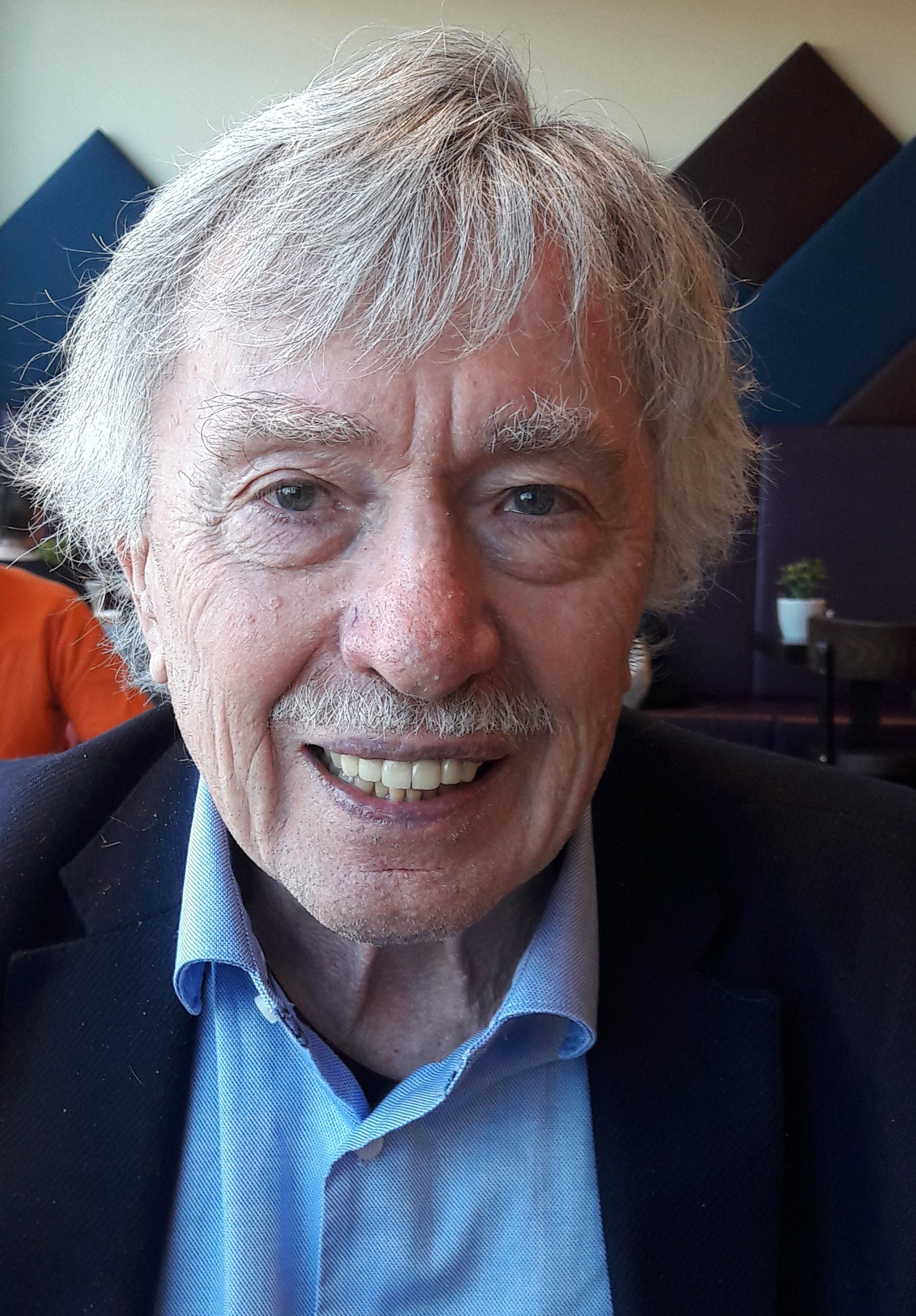
Ivo Schneider

Ivo Hans Schneider (* 1. September 1938 in München) ist ein deutscher Mathematik- und Wissenschaftshistoriker.

## Leben und Wirken
Schneider studierte Mathematik und Physik an der Ludwig-Maximilians-Universität München, wo er 1963 seinen Abschluss als Diplom-Mathematiker machte und 1968 über Abraham de Moivre promoviert wurde. 1972 habilitierte er sich (Die Entwicklung des Wahrscheinlichkeitsbegriffs in der Mathematik von Pascal bis Laplace), war 1972/73 Gastprofessor an der Princeton University (auf Einladung von Thomas S. Kuhn) und 1978 außerplanmäßiger Professor und 1980 bis 1995 Professor für Geschichte der Naturwissenschaften an der Universität München. Ab 1995 war er Professor für Wissenschaftsgeschichte an der Universität der Bundeswehr München, wo er 2003 emeritierte. 1999/2000 war er dort Mitglied des Senats der Universität.
Außerdem war er 1983 Gastprofessor am Zentrum für Interdisziplinäre Forschung der Universität Bielefeld (im Rahmen des Projekts The probabilistic revolution 1800–1930) und im selben Jahr Gastprofessor an der University of Minnesota. 1999 war er Gastprofessor an der Technischen Universität Budapest und er lehrte außerdem in Stuttgart (1971), Salzburg (1982/83, 1988/89) und Klagenfurt (1985).
Als Wissenschaftshistoriker beschäftigte er sich unter anderem mit der Geschichte der Wahrscheinlichkeitstheorie und Anwendungen in der Physik zum Beispiel bei Rudolf Clausius, Legenden um Archimedes, der Verwendung von Messinstrumenten durch angewandte Mathematiker und philosophischen Einflüssen auf die Mathematik.
Er ist seit 1984 korrespondierendes und seit 1995 Mitglied der Académie Internationale d’Histoire des Sciences. 1990 bis 2006 war er Mitglied im Kuratorium des Deutschen Museums und er war von der Gründung 1997 bis 2006 Mitglied im Vorstand des Zentrums für Wissenschafts- und Technikgeschichte (MZWTG) in München. 1988 bis 1998 war er Sprecher des Graduiertenkollegs Wechselbeziehungen zwischen Naturwissenschaften und Technik im deutschsprachigen Raum der Münchner Universitäten und des Deutschen Museums.

## Ehrungen
- 1971 erhielt er den Rudolf-Kellermann-Preis für Technikgeschichte für seine Arbeit „Der Proportionalzirkel – ein Analogrecheninstrument der Vergangenheit“ (erschienen bei Oldenbourg 1970).
- 2004 erhielt er die Ehrendoktorwürde der Technischen und Wirtschaftswissenschaftlichen Universität Budapest.
- 2013 wurde ihm das Verdienstkreuz am Bande der Bundesrepublik Deutschland verliehen.

## Schriften
- Archimedes – Ingenieur, Naturwissenschaftler und Mathematiker, Erträge der Forschung, Wissenschaftliche Buchgesellschaft, Darmstadt 1979
- Johannes Faulhaber – Rechenmeister in einer Welt des Umbruchs, Birkhäuser, Vita Mathematica, 1993
- Herausgeber Carl Friedrich Gauss - Sammelband von Beiträgen zum 200. Geburtstag von Carl Friedrich Gauss, Minerva 1981
- Entwicklung der Wahrscheinlichkeitsrechnung von den Anfängen bis 1933. Einführung und Texte, Wissenschaftliche Buchgesellschaft 1988
- Isaac Newton, Beck 1988 (Beck’sche Reihe Große Denker)
- Nicolaus Copernicus Gesamtausgabe[3]